# Americium(IV)fluorid
Americium(IV)fluorid eller americiumtetrafluorid (AmF4) är en kemisk förening sammansatt av americium och fluor.